# Harry Stack Sullivan
Harry Stack Sullivan (21. února 1892 – 15. ledna 1949) byl americký psychiatr a psycholog. Spolu s Karen Horneyovou představitelem neopsychoanalýzy v proudu tzv. kulturní psychoanalýzy.

## Životopis
Harry Stack Sullivan se narodil 21. února 1892 ve městě Norwich ve státě New York, v USA. Sullivan pocházel z chudé rolnické rodiny irských imigrantů a byl jediným dítětem v rodině, které nezemřelo v mládí. Vyrůstal v nekatolické komunitě, což vedlo postupně k sociálnímu odloučení jeho, i rodiny, od ostatního kolektivu. Možná právě díky tomu se začal v pozdějším věku věnovat psychiatrii. V roce 1917 obdržel Sullivan titul v lékařství na škole Chicago College of Medicine and Surgery. Jeho hlavní přínos spočíval v rozvoji tzv. Kulturní psychoanalýzy. Rozhodující význam v mentálním vývoji je přikládán mezilidským vztahům v dětství, společenským podmínkám a tlakům. Tento směr charakterizuje odklon od původního biologismu – vlivu pudů, které vyzdvihoval ve svých pracích Sigmund Freud – namísto něho se kulturní psychoanalýza soustředí spíše na společenské a zvykové vlivy působící na člověka. Proto také bývá někdy označována jako humanistická psychoanalýza.
Sullivan byl jedním ze zakladatelů institutu William Alanson White Institute v New Yorku, který je dnes považován za nejvýznamnější v oboru studia psychoanalýzy – školí se zde psychoanalytici, jejichž práce obsahuje nové postupy, které se postupem času zapracovávají do standardní psychoanalytické praxe. Rovněž také přispěl k vydávání časopisu Psychiatry, který se objevil v roce 1937. Mezi lety 1936 a 1947 pak Sullivan vedl školu Washington School of Psychiatry v hlavním městě USA.
Vysokou reputaci si získal experimentální léčbou schizofrenie v nemocnici Sheppard Pratt Hospital, kde působil v letech 1925–29. Zaměstnal speciálně vyškolené pracovníky, kteří spolupracovali s pacienty a zároveň nad nimi vykonávali dozor; sestry a doktoři neměli do oddělení přístup vůbec. Pacienti postupně tak ke svému personálu získali vztah. Tím se Sullivan pokoušel rozbít fiktivní svět, kteří tito odloučení schizofrenikové vytvářeli, a zároveň pracoval tak i na jejich možném návratu do normálního života. Sullivan zde dospěl k názoru, že vlastnosti jednotlivce jsou určené vztahy ve společnosti a nikoliv předem vrozenými proporcemi. Vyhýbal se vnímání člověka jako jedinečné, individuální a nezměnitelné entity a preferoval jej jako výsledek mezilidských vztahů a vývoje v kulturním prostředí.
14. ledna 1948 po návratu z jednání výkonné rady Světové federace pro duševní zdraví, Sullivan v Paříži zemřel. Pohřben byl na národním hřbitově v Arlingtonu, poblíž Washingtonu, kde jsou pochovány všechny významné osobnosti americké historie.

## Teorie a přínos
Zabýval se zejm. psychoterapeutickou problematikou z hlediska interpersonálních vlivů na osobnost. Podle Sullivana dítě prožívá neustále tenzi (= napětí), jejíž intenzita se pohybuje mezi euforií a stavem hrůzy. Zdroje tenze:
- a) nedostatečná satisfakce dětských fyziologických potřeb
- b) úzkost, kterou indikuje úzkostná matka

Tzv. self-systém je podle něj produktem zkušeností s lidmi, umožňuje vyhnout se extrémně nepříjemné úzkosti. Právě negativní zkušenosti pocházející ze vztahů v dětství způsobují zkreslené vidění i vztahů v dospělosti, což má za následek další psychické problémy.
Spolu s Clarou Thompson, Karen Horneyovou, Erichem Frommem, Erikem H. Eriksonem a Friedou Fromm-Reichmannovou Sullivan položil základy pro porozumění indivituality člověka na základě jeho mezilidských vztahů s ostatními účastníky. Postupně rozvíjel teorii, na základě které jsou hlavně kulturní síly zodpovědné za duševní poruchy. V jeho pracích je nezbytné rozlišit význam slov „interakční“ a „intrapsychický“. Díky studiu jevu, kdy se jedinec snaží dosáhnout svého uspokojení v společenských interakcích a aktivitě s ostatními, dokázal Sullivan charakterizovat osamělost jako jednu z nejbolestivějších lidských zkušeností. Dále také rozšířil aplikaci a využití psychoanalýzy, která tak nyní mohla být využita pro léčbu pacientů s těžkými duševními chorobami, konkrétně například pro schizofrenii.
Charakteristickou v Sullivanově práci byla snaha sloučit různé disciplíny a jejich postupy k sobě. Jeho zájmy se pohybovaly od evoluce až ke komunikaci, od studia až k společenským organizacím. Kladl důraz hlavně na mezilidské vztahy.
Sullivanova práce na mezilidských vztazích se stala základem mezilidské psychoanalýzy, tedy obory psychoanalytické teorie a takové metody léčby, která dává důraz na podrobné prozkoumání vzorců chování pacientů s ostatními lidmi, s kterými přicházejí denně do styku.

## Práce
Přestože Sullivan nepublikoval během svého života mnoho, ovlivnil generace profesionálních psychologů. K tomu také přispěla jeho činnost v Chestnut Lodge ve Washingtonu, kde pořádal přednášky. Leston Havens o Sullivanovi prohlásil, že jeho práce měla významný vliv na rozvoj znalostí psychoanalýzy ve Spojených státech.
Sullivan sice své závěry a výzkumy nepublikoval, nicméně jeho myšlenky byly vydány knižně, a to až po jeho smrti, v roce 1982. Kromě toho vyšel také i psychologův životopis.